# ¡Estoy tan contento!
Estoy tan contento! (sic) es un extended play de la banda GRB, que fue publicado a comienzos de junio de 1986.
El extended play contiene 7 temas y fue autoeditado por el propio grupo. Fue grabado en Estudio Maratón (Barcelona) el 24 de marzo de 1986.
En la portada figura una foto del fotógrafo John G. Horey de un bebé sonriente en un flotador, tomada de la revista Life. También la foto de un hombre tendiendo su mano en la contraportada, de Grey Villet, fue tomada de dicha revista. En la contraportada, además de esa foto, se encuentra, aparte de datos sobre el disco y agradecimientos (entre otros, a miembros del GDHC), el clásico aviso «No pagues más de 300 pts.». La edición original contenía un encarte con dibujos, las letras, un manifiesto y una lista de agradecimientos. En las rosquetas del vinilo hay, en una cara, el ratón mascota del grupo guiñando el ojo; en la otra, una serie de siluetas del mismo ratón que, al moverse el disco, deben dar la impresión de un dibujo animado.
Musicalmente, el grupo muestra cierta evolución respecto al sonido de la maqueta, con más cambios de ritmo, incluyendo pasajes lentos e incluso funk, que dan paso a aceleradísimas carreras a la velocidad de unos DRI. Gracias a esos momentos más pausados, hay una mayor presencia de punteos de la guitarra y líneas de bajo destacadas en algunos temas («La cadena del odio», «La historia»). 
De las letras, cabe destacar la ironía de la canción que da título al disco, la cual, incidentalmente, dio pie a la adopción del «smiley» por parte de la banda (años antes de que el acid lo adoptara como símbolo). En «Locura de juventud» se halla una reflexión sobre la caducidad de la rebeldía juvenil. Más convencionales son las temáticas de «Cristianos!!» (acerca de las contradicciones en las que incurren muchos de los que dicen seguir esa religión) o «La Historia» (que, como la letra dice, «huele a guerra»). «Obtención de información» se inspira en la película Brazil de Terry Gilliam (1985). Dos de las letras fueron escritas por la excantante de Último Resorte, siendo una de ellas, «Cadena de odio», una reflexión sobre la mecánica de la agresividad humana; «La fiesta», también de Silvia, toca el tema de la discriminación de la mujer, que en el punk español hasta entonces apenas había sido tratado.

## Listado de temas

### Cara A
1. «Estoy tan contento!!»
(GRB)
2. «La fiesta»
(música: GRB / letra: Silvia Escario)
3. «Locura de juventud»
(GRB)

### Cara B
1. «Cadena de odio»
(música: GRB / letra: Silvia Escario)
2. «Cristianos!!»
(GRB)
3. «La Historia»
(GRB)
4. «Obtención de información»
(GRB)

## Personal
- Ángel Fernández Bueno - voz
- Strong - guitarra
- Alberto - guitarra
- Juanito - bajo
- Mike - batería